# Dwór w Borowie Wielkim
Dwór w Borowie Wielkim (niem. Schloss Ober Grossenbohrau) – zabytkowy dwór w miejscowości Borów Wielki.
Pierwotny obiekt wzniesiony został pod koniec XV w. W drugiej połowie XVII w. wybudowano barokowy dwór zwieńczony dachem mansardowym z  wolimi oczami.  W loggii, pomiędzy drzwiami wejściowymi a oknem pierwszego piętra umieszczony jest kartusz z herbami Adalberta von Neumanna i jego żony Kathariny von Österroth, datą 1890 i monogrami A v N K v O. Pod herbem szarfa z dewizą rodziny Neumann w j. niem. Fest und Treu (Mocny i wierny). Rodzina ta  była właścicielem dworu do 1945.

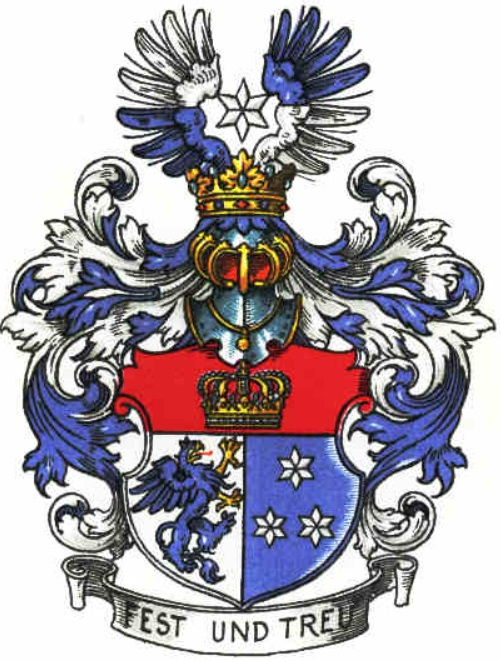
Herb Adalberta von Neumann
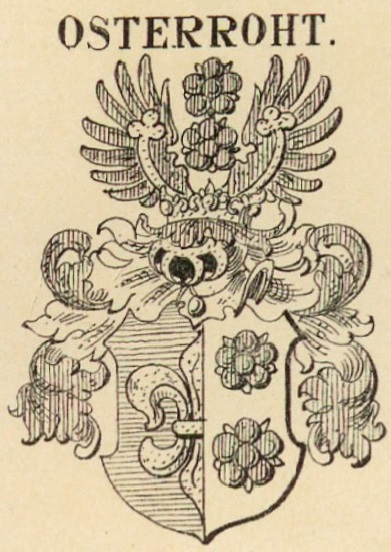
Herb Kathariny von Österroth